# 45 Bootis
c Bootis
Désignations
45 Bootis (en abrégé 45 Boo) est une étoile de la constellation boréale du Bouvier, située à 63,7 années-lumière de la Terre. Elle est visible à l'œil nu avec une magnitude apparente de 4,93. Elle porte également la désignation de Bayer de c Bootis, 45 Bootis étant sa désignation de Flamsteed.

## Environnement stellaire
45 Bootis présente une parallaxe annuelle de 51,19 ± 0,09 mas telle que mesurée par le satellite Gaia, ce qui permet d'en déduire qu'elle est distante de 19,54 ± 0,03 pc (∼63,7 al) de la Terre. Elle possède un mouvement propre relativement élevé, traversant la sphère céleste selon un rythme de 0,247 seconde d'arc par an. L'étoile se rapproche du Système solaire à une vitesse radiale héliocentrique de −11 km/s. Elle est membre du courant d'étoiles de la Grande Ourse.
45 Bootis possède deux compagnons recensés dans les catalogues d'étoiles doubles et multiples. Le premier est une étoile de magnitude 11,53, qui, en date de 2020, était localisée à une distance angulaire de 103,40 secondes d'arc et à un angle de position de 39°. Le second est une étoile de magnitude 10,23 qui était localisée à une distance angulaire de 257,60 secondes d'arc et à un angle de position de 12°, également en date de 2020. Ils apparaissent n'être que des doubles purement optiques, dont la proximité apparente avec 45 Bootis n'est qu'une coïncidence,.

## Propriétés
45 Bootis est une étoile jaune-blanc de la séquence principale de type spectral F5 V. C'est une source connue de rayons X et elle est suspectée d'être variable avec une amplitude de variation de 0,04 magnitude.
Elle est âgée d'environ 1,6 milliard d'années et elle tourne sur elle-même à une vitesse de rotation projetée de 40 km/s. L'étoile est 1,2 fois plus massive que le Soleil et son rayon est 1,46 fois plus grand que le rayon solaire. Elle est 3,3 fois plus lumineuse que le Soleil et sa température de surface est de 6 435 K.